# Eduardo Duarte e Silva
Dom Eduardo Duarte e Silva (Florianópolis, 27 de janeiro de 1852 — Rio de Janeiro, 16 de outubro de 1924) foi um bispo católico brasileiro. Foi o décimo-primeiro bispo de Goiás e o primeiro bispo de Uberaba. É patrono da cadeira 8 da Academia Catarinense de Letras.

## Estudos
Filho de Carlos Duarte Silva e Maria Leopoldina Marques Guimarães, estudou em Florianópolis e no Rio de Janeiro com os jesuítas, junto aos quais despertou sua vocação sacerdotal. Com apenas 16 anos, em 1868, foi para Roma estudar filosofia no Pontifício Colégio Pio Latino-americano.

## Presbiterato
Foi ordenado padre em 19 de dezembro de 1874 pelo Cardeal Dom Lucido Maria Cardeal Parocchi. 

## Atividades antes do episcopado
Após sua ordenação sacerdotal ficou mais 4 anos em Roma até doutorar-se em Filosofia e Teologia pela Universidade Gregoriana . Também em Roma, recebeu um título universitário assemelhado a um Mestrado em Direito Canônico.  Já no Brasil fez cursos de especialização em Direito Civil Brasileiro e Laudêmio, uma antiga taxa eclesiástica. 
No Brasil, recebeu o título de Monsenhor. Na cidade do Rio de Janeiro, foi nomeado Capelão do Navio de Instrução “Javari”, sob o comando de seu tio, Almirante.  Foi morar com seus pais em Florianópolis onde foi, por 2 anos, coadjutor de Paróquia. Falecendo seu pai, toda sua família foi morar no Rio de Janeiro onde trabalhou por 13 anos como auxiliar dos serviços na Catedral. 
Foi designado, em 1880, Capelão Imperial, em cerimônia a que compareceu o Imperador Dom Pedro II. 
Em 2 de maio de 1889, foi nomeado Conde Comendador da Ordem de Cristo por Dom Pedro II. 

## Episcopado
A nomeação de Monsenhor Eduardo para Bispo da Diocese de Goiás se deu de uma maneira única na história eclesiástica brasileira. No Rio de Janeiro, era amigo de Monsenhor Joaquim Arcoverde de Albuquerque Calvacanti, que recusou ser Bispo por duas vezes: uma vez para Bispo Coadjutor da Bahia e outra para Bispo de Goiás. Desejando explicar-se pessoalmente ao Papa Leão XIII, iria à Santa Sé. Convidou Monsenhor Eduardo Duarte e Silva para acompanhá-lo até Roma. Assim, Monsenhor Eduardo foi a Roma simplesmente para ter a oportunidade de assistir a uma audiência papal.  
Naquela audiência do Papa Leão XIII a Monsenhor Arcoverde, em 1891, o Papa nomeou Monsenhor Eduardo Bispo para a Diocese de Goiás, vaga pela renúncia de Monsenhor Arcoverde. Naquele tempo uma carta de Roma ao Rio de Janeiro demorava 3 meses. Para poupar tempo e burocracia de tanta demora, o Sumo Pontíficie, pessoalmente, convidou Monsenhor Eduardo para ser Bispo da Diocese de Goiás. 
Monsenhor Eduardo foi sagrado Bispo no dia 8 de fevereiro de  1891, pelo Cardeal Dom Lucido Maria Cardeal Parocchi, na Capela do Colégio Pio Latino Americano, onde já se celebrara também sua ordenação sacerdotal, 16 anos atrás.  
Pela distância, por procuração, Dom Eduardo tomou posse de sua diocese, e somente meses depois, a 29 de setembro de 1891, entrou na Catedral de Goiás Velho, antiga capital do Estado. A Diocese de Goiás, tinha 94 paróquias e 54 estavam sem padre, incluía todo o Estado de Goiás até a Arquidiocese de Mariana, no Sul de Minas, inclusive a cidade de Uberaba. devido a grande exttensão territorial de sua Diocese Dom Eduardo solicitou ao Vaticano para ser criada a nova Diocese de Uberaba, desmembrando-a do vastíssimo território da Diocese de Goiás. Só no início de 1907 Dom Eduardo teve a certeza que a Santa Sé criaria a nova Diocese de Uberaba.  Mas o Vaticano condicionara a criação da nova Diocese de Uberaba à construção da catedral. Com o auxílio do povo muito bem motivado, Dom Eduardo constrói sua Catedral, inaugurada a 27 de janeiro de 1907. E para provar que estava obedecendo à condicional da Cúria Romana, Dom Eduardo mandou que se escrevesse no frontispício da futura catedral do Largo do Cuiabá, as palavras em Latim que até hoje se lêem : “DIVO. CORDI. JESU. POSUIT EDUARDUS EPISCOPUS GOYAS  1905” = “AO DIVINO CORAÇÃO DE JESUS, ESTABELECEU EDUARDO, BISPO DE GOIÁS EM 1905”. Dom Eduardo mandou tirar foto da fachada da futura catedral já construída cujos dizeres em seus frontíspicios comprovavam que a futura Diocese de Uberaba já construíra sua Catedral, uma das exigências da Santa Sé. Cumpridas todas as exigências impostas por Roma foi criada a Diocese de Uberaba a 29 de setembro de 1907. 
Pelas circunstâncias de Dom Eduardo ser ainda Bispo de Goiás, só pode tomar posse da Diocese de Uberaba quando Roma o autorizou pelo Breve Apostólico “Apostolatus Officium” de 8 de novembro de 1907, desligando-o da  Diocese de Goiás e nomeando-o primeiro Bispo da Diocese de Uberaba. Sua posse da Diocese de Uberaba foi a 24 de maio de 1908.  

## Obras
- Carta pastoral do bispo, saudando aos seus diocesanos no dia de sua sagração (1891)
- Autobiografia De Dom Eduardo Duarte Silva, Bispo De Goyaz

## Ligações Externas
- D. Eduardo Duarte e Silva, Bispo de Goiás [6]